# Begonia prieurii
Espèce
Begonia prieurii est une espèce de plantes de la famille des Begoniaceae.
L'espèce fait partie de la section Doratometra.
Elle a été décrite en 1859 par Alphonse Pyrame de Candolle (1806-1893).

## Répartition géographique
Cette espèce est originaire des pays suivants : Brésil ; Guyane ; Guyana ; Suriname ; Venezuela.